# Fußball-Europameisterschaft der Frauen 2022/Frankreich
Dieser Artikel behandelt die Französische Fußballnationalmannschaft der Frauen bei der Europameisterschaft 2022. Diese EM-Endrunde sollte eigentlich bereits im Sommer 2021 stattfinden; aufgrund der durch die COVID-19-Pandemie verursachten Verschiebung der EM der Männer und der Olympischen Sommerspiele auf dieses Jahr verlegte die UEFA die Frauen-EM gleichfalls um ein Jahr nach hinten.
Für die Französinnen – in Anlehnung an die Männernationalelf auch als les Bleues („Die weiblichen Blauen“) bezeichnet – bedeutete das Turnier in England die siebte Endrundenteilnahme bei einer kontinentalen Meisterschaft in Folge; zuerst war ihnen dies 1997 gelungen.

## Qualifikation
| Pl. | Team           | Sp. | S | U | N | Tore  | P. |
| --- | -------------- | --- | - | - | - | ----- | -- |
| 1   | Frankreich     | 8   | 7 | 1 | 0 | 44:0  | 22 |
| 2   | Österreich     | 8   | 6 | 1 | 1 | 22:03 | 19 |
| 3   | Serbien        | 8   | 4 | 0 | 4 | 21:12 | 12 |
| 4   | Nordmazedonien | 8   | 2 | 0 | 6 | 08:39 | 06 |
| 5   | Kasachstan     | 8   | 0 | 0 | 8 | 02:43 | 0  |

Die Französinnen trafen in der Qualifikationsgruppe G auf Österreich (bei der Auslosung Ende Februar 2019 auf dem 23. Platz der Weltrangliste), Serbien (42.), Kasachstan (71.) und mit Nordmazedonien (121.) auf ein Team, gegen das sie zuvor noch nie gespielt hatten.
Dabei kamen die Bleues zu folgenden Ergebnissen:
Kasachstan – Frankreich 0:3 und 0:12
Frankreich – Serbien 6:0 und 2:0
Nordmazedonien – Frankreich 0:7 und 0:11
Österreich – Frankreich 0:0 und 0:3
Die Qualifikationsspiele begannen im Herbst 2019, nur drei Monate nach der aus französischer Sicht sehr enttäuschend verlaufenen Weltmeisterschaft im eigenen Land. Vor dem mit der Viruspandemie verbundenen Stillstand des internationalen Spielbetriebs, der von Mitte März bis Mitte September 2020 andauerte, war Frankreich dabei lediglich in Kasachstan und vor eigenem Publikum gegen Serbien angetreten. Außerdem hatte die Mannschaft Anfang März das mit vier Top-10-Teams (außer den Gastgeberinnen Europameister Niederlande, Brasilien und Kanada) hochkarätig besetzte Tournoi de France gewonnen, wobei der letzte Spieltag bereits vor leeren Rängen stattfinden musste.
Die Entscheidung um den Gruppensieg spitzte sich früh auf das Duell mit den Österreicherinnen zu, wobei deren Aufeinandertreffen für beide Frauschaften das sechste und siebte Spiel war. Im Hinspiel in Wiener Neustadt gelang es Frankreich nicht, sich gegen die Gastgeberinnen durchzusetzen, die ein torloses Remis bis zum Schlusspfiff zu verteidigen vermochten. Vier Wochen später in Guingamp gewannen die Bleues dann aber deutlich und schafften so vorzeitig die direkte Qualifikation für die Endrunde in England. Anschließend qualifizierten sich dafür auch die Österreicherinnen noch als einer der drei besten Gruppenzweiten.
In den insgesamt acht Qualifikationsbegegnungen hatte Trainerin Corinne Diacre folgende 30 Spielerinnen eingesetzt, wobei in der Klammer jeweils angegeben ist, bei wievielen Partien die Frauen in der Startelf standen und zusätzlich dahinter – durch + und ein kleines e –, wie häufig sie eingewechselt wurden.
Tor:
Pauline Peyraud-Magnin (6), Sarah Bouhaddi (2)
Abwehr:
Sakina Karchaoui (7), Marion Torrent (5), Élisa De Almeida (4+1e), Wendie Renard (4), Estelle Cascarino (4), Perle Morroni (1+2e), Griedge Mbock Bathy (2), Aïssatou Tounkara (2), Ève Périsset (2)
| Peyraud-Magnin Périsset (Torrent) Tounkara Renard (Mbock Bathy) Karchaoui Bilbault Geyoro (Dali) Toletti Cascarino (Malard) Katoto Diani (Baltimore) Stammelf 2021/22 |

Mittelfeld:
Charlotte Bilbault (8), Onema Grace Geyoro (6), Amel Majri (5+1e), Kenza Dali (2+3e), Melvine Malard (1+1e), Maéva Clemaron (2e), Amandine Henry (1), Gaëtane Thiney (1e), Oriane Jean-François (1e)
Angriff:
Marie-Antoinette Katoto (4+4e), Delphine Cascarino (4+3e), Viviane Asseyi (3+3e), Eugénie Le Sommer (5), Kadidiatou Diani (5), Valérie Gauvin (4), Clara Matéo (2e), Emelyne Laurent (2e), Ouleymata Sarr (1e), Sandy Baltimore (1e)
Frankreichs 44 Treffer erzielten:
Katoto (8), Le Sommer (7), Majri (4), Geyoro, Asseyi, De Almeida, Diani (je 3), Gauvin (2), Torrent, D. Cascarino, Renard, Dali, Périsset, E. Cascarino, Laurent, Morroni, Baltimore, Matéo (je 1); dazu kam ein Eigentor der Serbin Anđela Frajtović.
In den zwölf Monaten vor Endrundenbeginn hat sich aus diesem großen Kreis eine Stammformation herausgeschält (siehe nebenstehende Grafik). Überwiegend traten die Französinnen im von Diacre bevorzugten 4-3-3-System auf; angesichts der Vielzahl von Offensivkräften, die sowohl die Außenbahnen als auch das Angriffszentrum auszufüllen vermögen, konnte sich das allerdings auch zu einem 4-2-4 wandeln.
Da zwischen dem Abschluss der Qualifikation und dem Beginn der verschobenen EM-Endrunde diesmal gut anderthalb Jahre lagen, hatte Diacre einen breiten Verjüngungsprozess eingeleitet, dem als erste Thiney zum Opfer gefallen ist, die im Juli 2022 kurz vor ihrem 37. Geburtstag gestanden hätte. Ob andere der routiniertesten Nationalspielerinnen wie Bouhaddi (dann fast 36), Le Sommer (33), Renard oder Henry (beide 32), die die Trainerin im November 2020 wegen mehrerer Nichtberücksichtigungen öffentlich heftig kritisiert und seither kein Länderspiel mehr bestritten hat, in England noch zum Aufgebot zählen würden, blieb bis dahin eine offene Frage. Die Langzeitverletzte Mbock Bathy kämpfte sich wieder an ihr altes Leistungsniveau heran, während ihre Leidensgenossin Majri dazu noch nicht wieder in der Lage war und zudem die Öffentlichkeit wissen ließ, dass sie voraussichtlich im Spätsommer Mutter wird.
Im abschließenden Qualifikations-Heimspiel gegen Kasachstan hatte Diacre eine Startformation auf den Platz geschickt, die es, alle elf Frauen zusammengerechnet, auf lediglich 270 „Caps“ brachte – so wenig wie seit über zwei Jahrzehnten kein französisches Team mehr.

## EM-Vorbereitung
In der ersten Phase diente das Tournoi de France Mitte Februar 2022 mit Spielen gegen die Niederlande, Brasilien und Finnland als Härtetest für die Endrunde. Dafür hatte Diacre 25 Spielerinnen zusammengerufen. Gleichzeitig bestritt außerdem die französische U-23 zwei Begegnungen in Houlgate gegen England – diese endeten 3:2 und 1:1 –, wobei sich insbesondere der „zweite Anzug“ präsentieren und seine Ansprüche geltend machen konnte.
Im April trafen Frankreichs Frauen im Rahmen der WM-Qualifikation für 2023 auf Wales und Slowenien. Parallel dazu trug auch die B-Elf wiederum zwei Begegnungen aus; jeweils in Tubize verloren die Französinnen gegen Belgiens U-23 mit 0:1 und gewannen die zweite Partie mit demselben Ergebnis.
Nach dem letzten Spieltag der heimischen Liga am 1. Juni und zwei Wochen Erholungszeit für die berufenen Spielerinnen begann die intensive Vorbereitung auf die Endrunde Mitte Juni im nationalen Leistungszentrum von Clairefontaine. In deren Rahmen besiegten die Bleues zunächst Kamerun mit 4:0 und danach Vietnam – der 57. Gegner in der französischen Länderspielgeschichte – mit 7:0. Bei diesen beiden letzten Vorbereitungsspielen verzichtete Diacre auf Renard, Karchaoui und Geyoro, die am Ende einer langen Saison mit leichten „Verschleißerscheinungen“ zu tun hatten. Anschließend flog der Tross nach England. Dort bezog er Quartier in einem Health Spa Resort der Hotelkette Champneys bei Ashby-de-la-Zouch, im nordwestlichen Leicestershire gelegen und rund 100 Kilometer vom Vorrundenspielort Rotherham entfernt.
Nicht nur in Frankreich selbst fragte man sich, ob es diesmal gelingt, den „Viertelfinal-Fluch“ zu brechen: 2009, 2013 und 2017 war für die Französinnen das EM-Turnier mit dieser Runde der letzten acht Frauschaften ebenso beendet wie bei den Weltmeisterschaften 2015 und 2019 sowie den Olympischen Spielen 2016. Lediglich 2011 (WM) und 2012 (OS) hatten sie sich in dieser Runde durchzusetzen vermocht.

## Aufgebot
Folgendes personelles Aufgebot gab die Trainerin am 30. Mai 2022 bekannt.
| Nr.                    | Name                    | Verein (a)                | Länder- spiele (Tore) (b)0 | Geburtstag    | EM- Sp. (c)   | Sp.- Min.     | Tore          | Gelbe Karten  | Gelb-Rote Karten | Rote Karten   |
| Torhüterinnen          | Torhüterinnen           | Torhüterinnen             | Torhüterinnen              | Torhüterinnen | Torhüterinnen | Torhüterinnen | Torhüterinnen | Torhüterinnen | Torhüterinnen    | Torhüterinnen |
| ---------------------- | ----------------------- | ------------------------- | -------------------------- | ------------- | ------------- | ------------- | ------------- | ------------- | ---------------- | ------------- |
| 01                     | Mylène Chavas           | Girondins Bordeaux        | 01 0(0)                    | 07.01.1998    |               |               |               |               |                  |               |
| 16                     | Justine Lerond          | FC Metz                   | 00 0(0)                    | 29.02.2000    |               |               |               |               |                  |               |
| 21                     | Pauline Peyraud-Magnin  | Juventus Turin (ITA)      | 031 0(0)                   | 17.03.1992    | 5             | 480           |               |               |                  |               |
| Abwehrspielerinnen     |                         |                           |                            |               |               |               |               |               |                  |               |
| 13                     | Selma Bacha             | Olympique Lyon            | 011 0(1)                   | 09.11.2000    | 5             | 203           |               | 1             |                  |               |
| 23                     | Hawa Cissoko            | West Ham United (ENG)     | 06 0(0)                    | 10.04.1997    |               |               |               |               |                  |               |
| 07                     | Sakina Karchaoui        | Paris Saint-Germain       | 052 0(0)                   | 26.01.1996    | 5             | 414           |               | 1             |                  |               |
| 19                     | Griedge Mbock Bathy     | Olympique Lyon            | 070 0(8)                   | 26.02.1995    | 3             | 300           | 1             |               |                  |               |
| 22                     | Ève Périsset            | FC Chelsea (ENG)          | 040 0(4)                   | 24.12.1994    | 4             | 376           | 1             |               |                  |               |
| 03                     | Wendie Renard           | Olympique Lyon            | 136 (33)                   | 20.07.1990    | 5             | 480           |               |               |                  |               |
| 04                     | Marion Torrent          | Montpellier HSC           | 047 0(1)                   | 17.04.1992    | 2             | 104           |               |               |                  |               |
| 05                     | Aïssatou Tounkara       | Atlético Madrid (SPA) (d) | 035 0(3)                   | 16.03.1995    | 2             | 180           |               |               |                  |               |
| Mittelfeldspielerinnen |                         |                           |                            |               |               |               |               |               |                  |               |
| 14                     | Charlotte Bilbault      | Montpellier HSC           | 050 0(1)                   | 05.06.1990    | 5             | 435           |               |               |                  |               |
| 15                     | Kenza Dali              | FC Everton (ENG)          | 045 0(9)                   | 31.07.1991    | 1             | 023           |               |               |                  |               |
| 08                     | Onema Grace Geyoro      | Paris Saint-Germain       | 054 (11)                   | 02.07.1997    | 5             | 361           | 3             |               |                  |               |
| 02                     | Ella Palis              | Girondins Bordeaux        | 011 0(0)                   | 24.03.1999    | 3             | 060           |               |               |                  |               |
| 06                     | Sandie Toletti          | UD Levante (SPA) (d)      | 034 0(2)                   | 13.07.1995    | 5             | 364           |               | 1             |                  |               |
| Angreiferinnen         |                         |                           |                            |               |               |               |               |               |                  |               |
| 17                     | Sandy Baltimore         | Paris Saint-Germain       | 017 0(2)                   | 19.02.2000    | 2             | 093           |               |               |                  |               |
| 20                     | Delphine Cascarino      | Olympique Lyon            | 047 (11)                   | 05.02.1997    | 5             | 383           | 1             |               |                  |               |
| 11                     | Kadidiatou Diani        | Paris Saint-Germain       | 076 (19)                   | 01.04.1995    | 5             | 384           | 1             |               |                  |               |
| 09                     | Marie-Antoinette Katoto | Paris Saint-Germain       | 032 (26)                   | 01.11.1998    | 2             | 093           | 1             |               |                  |               |
| 12                     | Melvine Malard          | Olympique Lyon            | 018 0(5)                   | 28.06.2000    | 5             | 210           | 1             |               |                  |               |
| 10                     | Clara Matéo             | Paris FC                  | 016 0(2)                   | 28.11.1997    | 4             | 217           |               |               |                  |               |
| 18                     | Ouleymata Sarr          | Paris FC                  | 022 0(5)                   | 08.10.1995    | 5             | 120           |               |               |                  |               |
| Trainerstab            |                         |                           |                            |               |               |               |               |               |                  |               |
| Corinne Diacre         | Corinne Diacre          | Cheftrainerin             | 64                         | 04.08.1974    |               |               |               |               |                  |               |
| Anthony Grech-Angelini | Anthony Grech-Angelini  | Assistenztrainer          | Assistenztrainer           | 09.12.1985    |               |               |               |               |                  |               |
| Gilles Fouache         | Gilles Fouache          | Torwarttrainer            | Torwarttrainer             | 09.11.1973    |               |               |               |               |                  |               |

Ursprünglich sollten noch Reservistinnen benannt werden, um bei Bedarf einen Ausfall ersetzen zu können; eine Veröffentlichung dieser Liste erfolgte dann aber nicht. Auch wurde nach Katotos schwerer Verletzung im zweiten Gruppenspiel keine Nachnominierung ins Auge gefasst.
Diese 23er-Liste bot wenig an Überraschendem. Im unmittelbaren Vorfeld der Bekanntgabe war noch darüber spekuliert worden, ob Diacre – nach dem verletzungsbedingten Ausfall der Torfrau Nummer zwei, Solène Durand – mit Sarah Bouhaddi eine äußerst routinierte Spielerin beruft; stattdessen erhielt mit der jungen Justine Lerond eine Zweitliga-Keeperin den Vorzug. Auch die französische Rekordtorschützin Eugénie Le Sommer und vor allem die derzeit mit Olympique Lyon in bestechender Form auftretende Mittelfeldakteurin Amandine Henry blieben unberücksichtigt; für sie lösten Sarr, an deren Stelle eher mit Viviane Asseyi gerechnet worden war, und Palis die letzten beiden Tickets für die EM-Endrunde.
Zum Zeitpunkt der Bekanntgabe dieses Kaders trugen je fünf der Spielerinnen den Vereinsdress von Lyon beziehungsweise Paris Saint-Germain, vier den von Bordeaux; außerdem spielten fünf weitere bei einem Klub im Ausland. So wenige Lyonerinnen standen seit 2009 noch nie in einem Aufgebot für eine Kontinentalmeisterschaft; da waren es stets zwischen sieben und zehn Fenottes – dies die in Frankreich geläufigste Bezeichnung der Frauen von Olympique – gewesen.
Das Durchschnittsalter der 23 Bleues bei Turnierbeginn betrug 26 Jahre und drei Monate; die im Sturm aufgebotenen Frauen allerdings waren im Mittel über zwei Jahre jünger.

## Endrundenspiele
Bei der Auslosung der Vorrundengruppen Ende Oktober 2021 bekam das als Gruppenkopf gesetzte Frankreich Italien (zu diesem Zeitpunkt auf Platz 14 der Weltrangliste), Island (16) und Belgien (19) in der Gruppe D zugeteilt.
Im Viertelfinale wartete als Gegner eine Frauschaft aus der Gruppe C, in der die Niederlande, Schweden, Portugal und die Schweiz vertreten sind. Als Gruppenerster spielte Frankreich diese Partie erneut in Rotherham.

### Gruppenphase
| Pl. | Team       | Sp | S | U | N | Tore | P. |
| --- | ---------- | -- | - | - | - | ---- | -- |
| 1   | Frankreich | 3  | 2 | 1 | 0 | 8:3  | 7  |
| 2   | Belgien    | 3  | 1 | 1 | 1 | 3:3  | 4  |
| 3   | Island     | 3  | 0 | 3 | 0 | 3:3  | 3  |
| 4   | Italien    | 3  | 0 | 1 | 2 | 2:7  | 1  |

| 10. Juli 2022 (Rotherham, New York Stadium, 8.541 Z.) |   |         |           |
| Frankreich                                            | – | Italien | 5:1 (5:0) |
| 14. Juli 2022 (Rotherham, New York Stadium, 8.173 Z.) |   |         |           |
| Frankreich                                            | – | Belgien | 2:1 (2:1) |
| 18. Juli 2022 (Rotherham, New York Stadium, 7.392 Z.) |   |         |           |
| Frankreich                                            | – | Island  | 1:1 (1:0) |

Frankreich startete mehr als überzeugend in das Turnier; gegen Italien führten die Bleues nach zwölf Minuten mit 2:0 und zur Halbzeit mit 5:0, und es war nicht nur das Ergebnis, sondern vor allem die beeindruckende, furiose offensive Spielweise, bei der Geyoro ein Hattrick gelang.
Gegen Belgien taten die Französinnen sich deutlich schwerer, weil sie ihre Überlegenheit und die zahlreichen Torchancen nur unzureichend nutzten. So vergab Renard unmittelbar vor Ende der regulären Spielzeit einen Handelfmeter. Die belgischen Frauen hingegen verwerteten ihre einzige echte Torgelegenheit zum zwischenzeitlichen Ausgleich. Dennoch stand Frankreich schon nach dieser zweiten Begegnung als Gruppensieger fest – allerdings mit der bitteren Begleiterscheinung, dass die Sturmführerin Katoto den Platz aufgrund einer schweren Knieverletzung ohne gegnerischen Einfluss bereits nach 15 Minuten verlassen musste und für den Rest des Turniers ausfiel.
Auch gegen Island war Frankreich sehr früh in Führung gegangen, obwohl Diacre ihre Elf stark umgebaut hatte – nicht nur, um weiteren Spielerinnen Einsatzzeiten zu verschaffen, sondern auch, um andere Angriffsvarianten zu erproben. Aber trotz zweier Abseitstore und je einem Pfosten- und Lattentreffer der Französinnen kassierte die in der Strafraumbeherrschung nicht immer souveräne Peyraud-Magnin in der Nachspielzeit noch ein Elfmetertor. Damit endete zugleich auch eine kleine Serie: Nach 16 vorangegangenen siegreichen Spielen bedeutete dies den ersten Punktverlust für die Bleues und ihre Trainerin seit April 2021.

### Viertelfinale
| 23. Juli 2022 (Rotherham, New York Stadium, 9.764 Z.) |   |             |           |
| Frankreich                                            | – | Niederlande | 1:0 n. V. |

Gegen den Titelverteidiger dominierte Frankreich insbesondere in der ersten Halbzeit und erspielte sich eine Vielzahl an Torchancen. Dabei scheiterten die Bleues allerdings ein ums andere Mal an der großartig aufgelegten niederländischen Torfrau, am Pfosten oder an einer auf der Torlinie postierten Abwehrspielerin. In der zweiten Halbzeit verflachte die Partie etwas, wobei die Französinnen aber weiterhin nie wirklich Gefahr liefen, in Rückstand zu geraten. In der anschließenden Verlängerung sorgte ein Foul an Diani für die Entscheidung: Périsset übernahm die Verantwortung, nachdem Kapitänin Renard ostentativ auf die Ausführung verzichtete, und verwandelte den Strafstoß mit einem scharfen, platzierten Schuss. Trainerin Diacre hatte insbesondere mit der Einwechslung von Bacha, die von der UEFA zur Spielerin des Spiels gekürt wurde, und von Matéo, deren Steckpass auf Diani zum Elfmeter führte, gutes Gespür bewiesen.
Somit haben die Französinnen zum ersten Mal bei einer Europameisterschaft die Runde der besten vier erreicht und ihrem „Viertelfinal-Fluch“ ein Ende bereitet. Der Aufmacher von L’Équipe am folgenden Tag war mit nur einem Wort überschrieben: „Libérées“ („Befreit“).

### Halbfinale
| 27. Juli 2022 (Milton Keynes, Stadium MK) |   |             |     |
| Frankreich                                | – | Deutschland | 1:2 |

Die Trainerin, die im Vorfeld der EM die Ansprüche sehr hoch gesteckt hatte („mindestens das Endspiel“), schickte dieselben elf Spielerinnen, die auch das Viertelfinale bestritten hatten, auf den Platz und blieb dem 4-3-3-System treu. Damit hielt Frankreich die Partie gegen dominierende Deutsche lange offen; noch vor der Halbzeit glich Diani mit einem scharfen Schuss von der Strafraumkante, der an den Innenpfosten klatschte, von da aus an den Rücken von Merle Frohms sprang und letztlich die Torlinie überquerte – dieser Treffer wurde dann auch als Eigentor gewertet –, zum 1:1 aus. Die Bleues erspielten sich auch nach der Pause, insbesondere ausgehend von der eingewechselten und erneut offensiv starken Bacha, einige Chancen, aber Alexandra Popps wuchtiger Kopfball in der 76. Minute bedeutete für die Französinnen das Aus.